# Ceratina albopicta
Ceratina albopicta är en biart som beskrevs av Cockerell 1937. Ceratina albopicta ingår i släktet märgbin, och familjen långtungebin. Inga underarter finns listade i Catalogue of Life.